# Lammertsfehn
Lammertsfehn ist ein Ortsteil der Gemeinde Filsum im Landkreis Leer in Ostfriesland. Die Streusiedlung ist eine unechte Fehnsiedlung. Anders als es ihr Name vermuten lässt, gibt es keinen Fehnkanal. Das Dorf liegt knapp drei Kilometer nordwestlich von Hollen und etwa siebzehn Kilometer ostnordöstlich der Kreisstadt Leer auf Pseudogley-Gley-Böden in einer Höhe von 5,4 Metern über dem Meeresspiegel (NN). Zum Ortsteil gehört auch Selverderfeld, eine 1772 angelegte Siedlung, die deren heutige Bezeichnung seit 1871 amtlich ist. Insgesamt umfasst die Gemarkung Lammertsfehn 2,87 Quadratkilometer.
Auch in kirchlicher Hinsicht gehört das Dorf zu Filsum. Die Einwohner von Lammertsfehn sind Teil der dortigen evangelisch-lutherischen St.-Paulus-Kirchengemeinde.

## Geschichte
Die Besiedelung der Moorrandsiedlung begann in den Jahren 1772/73. Erstmals wird es 1787 als Lammerts-Vehn amtlich genannt. In einer Statistik von 1848 wird das Dorf Lammersfehn bezeichnet. Die Siedlung hat ihren Namen wohl von den ersten Siedlern erhalten. Er geht entweder auf den Rufnamen Lammert oder den Familiennamen Lammerts zurück. Nach seiner Gründung wuchs Lammertsfehn nur langsam: Hatte der Ort 1821 158 Einwohner, waren es 1939 390. Ein wesentlicher Schub in der Einwohnerentwicklung ergab sich nach dem Ende des Zweiten Weltkriegs, als viele Flüchtlinge aus den früheren Ostgebieten des Deutschen Reiches aufgenommen wurden. So waren 1946 von den 522 Einwohnern 127 Flüchtlinge, also rund 24,3 Prozent. Bis 1950 ging diese Quote deutlich zurück. Von den 484 Einwohnern waren 65 Flüchtlinge, also 13,4 Prozent.

## Entwicklung des Ortsnamens
Der Name des Ortes geht wohl auf die ersten Siedler zurück, also entweder auf eine Person namens Lammert oder eine Familie „Lammerts“. Erstmals wurde er 1787 als Lammerts-Vehn urkundlich genannt. In Statistiken von 1848 und 1934 wird das Dorf unter Lammersfehn aufgeführt. Da Lammertsfehn keinen Fehnkanal besitzt, gilt die Moorrandsiedlung als unechte Fehn-Siedlung.